# Paul Sweezy
Paul Marlor Sweezy (Nueva York, EE. UU., 10 de abril de 1910-Larchmont, Nueva York, 27 de febrero de 2004) fue un economista marxista estadounidense y fundador de la influyente revista Monthly Review.
Sweezy era hijo de un importante directivo bancario. Fue discípulo de Joseph Alois Schumpeter, con quien trabajó y que le apoyó a finales de los treinta y comienzos de los cuarenta. Paul Sweezy desarrolló el modelo de la demanda quebrada que explica la estabilidad de los acuerdos colusorios en situaciones de oligopolio.
Sweezy escribió más de cien artículos y veinte libros. El más famoso fue El capital monopolista: un ensayo sobre la economía estadounidense y el orden social escrito junto con Paul A. Baran. En este libro se afirmaba que las economías de mercado no reguladas tenían tendencia al estancamiento y a desarrollar oligopolios en las cuales pocas compañías sobrevivían empujando al alza los precios y desanimando la actividad económica, debido a la ausencia de competencia. Lo que había salvado hasta la fecha Estados Unidos, afirmaron los autores, habían sido fenómenos temporales: gastos militares, consumismo robusto y la gran demanda de coches, debido a la rápida expansión de las ciudades. 

## Trabajos en solitario
- Monopoly and Competition in the English Coal Trade, 1550–1850. [1938] Westport, CT: Greenwood Press, 1972.
- The Theory of Capitalist Development. London: D. Dobson, 1946.
- Socialism. New York: McGraw-Hill Company, 1949.
- The Present as History: Reviews on Capitalism and Socialism. (1953, 1962).
- Modern Capitalism and Other Essays. New York: Monthly Review Press, 1972.
- The Transition from Feudalism to Capitalism. London: New Left Books, 1976.
- Post-Revolutionary Society: Essays. New York: Monthly Review Press, 1980.
- Four lectures on Marxism. (New York: Monthly Review Press, 1981).
- "The Limits of Imperialism." In Chilcote, Ronald H. (ed.) Imperialism: Theoretical Directions. New York: Humanity Books, 2000.